# 繆昌
繆昌，字廷謨，直隸常州府無錫縣人，民籍，明朝政治人物。進士出身。

## 生平
早年出身國子生，應天府鄉試第二十六名。成化十四年（1478年）戊戌科會試第一百八十二名，殿試登進士第二甲第八十四名。

## 家族
曾祖父繆汝卿。祖父繆敬。父亲繆衷。